# أندي كرافين
أندي كرافين (بالإنجليزية: Andy Craven) (21 يناير 1992 في الولايات المتحدة - ) هو لاعب كرة قدم أمريكي في مركز الهجوم. شارك مع منتخب الولايات المتحدة تحت 17 سنة لكرة القدم. أما مع النوادي، فقد لعب مع سياتل ساوندرز وتاكوما ديفنس وChicago Fire U-23 ‏ وOrange County Blue Star ‏.

## وصلات خارجية
- أندي كرافين على موقع الاتحاد الدولي (مؤرشف)  (الإنجليزية)
- أندي كرافين على موقع الدوري الأمريكي (الإنجليزية)
- أندي كرافين على موقع قاعدة بيانات كرة القدم.إي يو (الإنجليزية)
- أندي كرافين على موقع Soccerway.com (الإنجليزية)
- أندي كرافين على موقع عالم كرة القدم.نت (الإنجليزية)
- أندي كرافين على موقع AS.com (الإسبانية)